# Davis Cup 2021 – baráž 2. světové skupiny
Baráž 2. světové skupiny Davis Cupu 2021 se konala 6.–7. března 2020. Nastoupilo do ní dvacet čtyři družstev, které vytvořily dvanáct párů. Jednotlivé dvojice odehrály dvoudenní vzájemná mezistátní utkání ve formátu na tři vítězné body (čtyři dvouhry a čtyřhra). Jeden z členů dvojice hostil duel na domácí půdě. Vítězové postoupili do II. světové skupiny probíhajícího ročníku hrané v roce 2021 a na poražené čekala účast ve III. skupinách kontinentálních zón také konaných v roce 2021.

## Týmy
Účast v baráži si zajistilo dvacet čtyři týmů:
- 12 poražených týmů z baráží 1. skupin kontinentálních zón 2019.
- 12 vítězných týmů z baráží 3. skupin kontinentálních zón 2019,
  - 4 týmy z Evropy,
  - 3 týmy z Ameriky,
  - 3 týmy z Asie a Oceánie,
  - 2 týmy z Afriky.

Nasazené týmy
- Bulharsko
- Dánsko
- Egypt
- Filipíny
- Gruzie
- Guatemala
- Hongkong
- Indonésie
- Maroko
- Paraguay
- Salvador
- Zimbabwe

Nenasazené týmy
- Estonsko
- Jamajka
- Keňa
- Kostarika
- Lotyšsko
- Polsko
- Portoriko
- Srí Lanka
- Sýrie
- Řecko
- Tunisko
- Vietnam

## Přehled zápasů
| Baráž 2. světové skupiny – 6. a 7. března 2020 | Baráž 2. světové skupiny – 6. a 7. března 2020 | Baráž 2. světové skupiny – 6. a 7. března 2020 | Baráž 2. světové skupiny – 6. a 7. března 2020 | Baráž 2. světové skupiny – 6. a 7. března 2020 | Baráž 2. světové skupiny – 6. a 7. března 2020 | Baráž 2. světové skupiny – 6. a 7. března 2020 |
| Domácí                                         | výsledek                                       | hosté                                          | místo konání                                   | areál / hala                                   | povrch                                         | zdroj                                          |
| ---------------------------------------------- | ---------------------------------------------- | ---------------------------------------------- | ---------------------------------------------- | ---------------------------------------------- | ---------------------------------------------- | ---------------------------------------------- |
| Lotyšsko                                       | 4–1                                            | Egypt                                          | Jūrmala                                        | Národní tenisové centrum Lielupe               | tvrdý (h)                                      | [ 2 ]                                          |
| Paraguay                                       | 4–0                                            | Srí Lanka                                      | Asunción                                       | Club Internacional de Tenis                    | antuka                                         | [ 3 ]                                          |
| Maroko                                         | 4–0                                            | Vietnam                                        | Marrákeš                                       | Royal Tennis Club de Marrakech                 | antuka                                         | [ 4 ]                                          |
| Indonésie                                      | 4–0                                            | Keňa                                           | Jakarta                                        | Sportovní komplex Gelora Bung Karno            | tvrdý                                          | [ 5 ]                                          |
| Guatemala                                      | 1–3                                            | Tunisko                                        | Ciudad de Guatemala                            | Federación Nacional De Tenis                   | tvrdý                                          | [ 6 ]                                          |
| Kostarika                                      | 1–4                                            | Bulharsko                                      | San José                                       | Costa Rica Country Club                        | tvrdý                                          | [ 7 ]                                          |
| Polsko                                         | 4–0                                            | Hongkong                                       | Kališ                                          | Arena Kalisz                                   | tvrdý (h)                                      | [ 8 ]                                          |
| Zimbabwe                                       | 3–1                                            | Sýrie                                          | Harare                                         | Harare Sports Club                             | tvrdý                                          | [ 9 ]                                          |
| Filipíny                                       | 1–4                                            | Řecko                                          | Metro Manila                                   | Philippine Columbian Association               | antuka (h)                                     | [ 10 ]                                         |
| Dánsko                                         | 5–0                                            | Portoriko                                      | Holbæk                                         | Holbæk Sportsby                                | tvrdý (h)                                      | [ 11 ]                                         |
| Salvador                                       | 3–1                                            | Jamajka                                        | San Salvador                                   | Polideportivo de Ciudad Merliot                | tvrdý                                          | [ 12 ]                                         |
| Gruzie                                         | 1–4                                            | Estonsko                                       | Tbilisi                                        | Teniosvý klub Alexe Metreveliho                | tvrdý                                          | [ 13 ]                                         |

## Barážové zápasy

### Lotyšsko vs. Egypt
| | Lotyšsko | 4 :                                                                    | 1      | Egypt |    |  |
| --- | -------- | ---------------------------------------------------------------------- | ------ | ----- | -- |  |
| Národní tenisové centrum Lielupe, Jūrmala, Lotyšsko 6.–7. března 2020 tvrdý (h) |          |                                                                        |        |       |    |  |
| \| \| \| \| 1. \| 2. \| 3. \| \| \| -- \| \| ---------------------------------------------------------------------- \| ------ \| ---- \| -- \| \| \| 1. \| \| Kārlis Ozoliņš Mohamed Safwat \| 69 711 \| 5 7 \| \| \| \| 2. \| \| Ernests Gulbis Karim-Mohamed Maamoun \| 6 4 \| 6 3 \| \| \| \| 3. \| \| Ernests Gulbis / Kārlis Ozoliņš Karim-Mohamed Maamoun / Mohamed Safwat \| 6 3 \| 6 4 \| \| \| \| 4. \| \| Ernests Gulbis Mohamed Safwat \| 6 2 \| 6 4 \| \| \| \| 5. \| \| Robert Strombachs Amr Elsayed Abdou Ahmed Mohamed \| 6 3 \| 7 63 \| \| \| \| \| \| \| \| \| \| \| \| \| \| \| \| \| \| \| \| \| \| \| \| \| \| \| \| \| \| \| \| \| \| \| \| \| \| \| \| \| \| \| |          |                                                                        |        |       |    |  |
| |          |                                                                        | 1.     | 2.    | 3. |  |
| 1. |          | Kārlis Ozoliņš Mohamed Safwat                                          | 69 711 | 5 7   |    |  |
| 2. |          | Ernests Gulbis Karim-Mohamed Maamoun                                   | 6 4    | 6 3   |    |  |
| 3. |          | Ernests Gulbis / Kārlis Ozoliņš Karim-Mohamed Maamoun / Mohamed Safwat | 6 3    | 6 4   |    |  |
| 4. |          | Ernests Gulbis Mohamed Safwat                                          | 6 2    | 6 4   |    |  |
| 5. |          | Robert Strombachs Amr Elsayed Abdou Ahmed Mohamed                      | 6 3    | 7 63  |    |  |
| |          |                                                                        |        |       |    |  |
| |          |                                                                        |        |       |    |  |
| |          |                                                                        |        |       |    |  |
| |          |                                                                        |        |       |    |  |
| |          |                                                                        |        |       |    |  |

### Paraguay vs. Srí Lanka
| | Paraguay | 4 :                                                            | 0   | Srí Lanka |    |            |
| --- | -------- | -------------------------------------------------------------- | --- | --------- | -- | ---------- |
| Club Internacional de Tenis, Asunción, Paraguay 6.–7. března 2020 antuka |          |                                                                |     |           |    |            |
| \| \| \| \| 1. \| 2. \| 3. \| \| \| -- \| \| -------------------------------------------------------------- \| --- \| --- \| -- \| ---------- \| \| 1. \| \| Adolfo Daniel Vallejo Šarmal Dissanajake \| 6 4 \| 6 4 \| \| \| \| 2. \| \| Martín Antonio Vergara del Puerto Jasitha de Silva \| 7 5 \| 6 3 \| \| \| \| 3. \| \| Juan Borba / Ayed Zatar Jasitha de Silva / Sharmal Dissanayake \| 6 1 \| 6 4 \| \| \| \| 4. \| \| Adolfo Daniel Vallejo Thehan Sandžaja Widžemanne \| 6 1 \| 6 1 \| \| \| \| 5. \| \| Martín Antonio Vergara del Puerto Šarmal Dissanadžake \| \| \| \| nehrálo se \| \| \| \| \| \| \| \| \| \| \| \| \| \| \| \| \| \| \| \| \| \| \| \| \| \| \| \| \| \| \| \| \| \| \| \| \| \| \| \| \| |          |                                                                |     |           |    |            |
| |          |                                                                | 1.  | 2.        | 3. |            |
| 1. |          | Adolfo Daniel Vallejo Šarmal Dissanajake                       | 6 4 | 6 4       |    |            |
| 2. |          | Martín Antonio Vergara del Puerto Jasitha de Silva             | 7 5 | 6 3       |    |            |
| 3. |          | Juan Borba / Ayed Zatar Jasitha de Silva / Sharmal Dissanayake | 6 1 | 6 4       |    |            |
| 4. |          | Adolfo Daniel Vallejo Thehan Sandžaja Widžemanne               | 6 1 | 6 1       |    |            |
| 5. |          | Martín Antonio Vergara del Puerto Šarmal Dissanadžake          |     |           |    | nehrálo se |
| |          |                                                                |     |           |    |            |
| |          |                                                                |     |           |    |            |
| |          |                                                                |     |           |    |            |
| |          |                                                                |     |           |    |            |
| |          |                                                                |     |           |    |            |

### Maroko vs. Vietnam
| | Maroko | 4 :                                                      | 0   | Vietnam |          |            |
| --- | ------ | -------------------------------------------------------- | --- | ------- | -------- | ---------- |
| Royal Tennis Club de Marrakech, Marrákeš, Maroko 6.–7. března 2020 antuka |        |                                                          |     |         |          |            |
| \| \| \| \| 1. \| 2. \| 3. \| \| \| -- \| \| -------------------------------------------------------- \| --- \| --- \| -------- \| ---------- \| \| 1. \| \| Lamine Ouahab Lý Hoàng Nam \| 6 3 \| 6 2 \| \| \| \| 2. \| \| Adam Moundir Nguyễn Văn Phương \| 6 1 \| 6 4 \| \| \| \| 3. \| \| Anas Fattar / Lamine Ouahab Lê Quốc Khánh / Lý Hoàng Nam \| 6 4 \| 6 1 \| \| \| \| 4. \| \| Aïssa Benchakroun Trịnh Linh Giang \| 2 6 \| 6 3 \| [10] [4] \| \| \| 5. \| \| Lamine Ouahab Nguyễn Văn Phương \| \| \| \| nehrálo se \| \| \| \| \| \| \| \| \| \| \| \| \| \| \| \| \| \| \| \| \| \| \| \| \| \| \| \| \| \| \| \| \| \| \| \| \| \| \| \| \| |        |                                                          |     |         |          |            |
| |        |                                                          | 1.  | 2.      | 3.       |            |
| 1. |        | Lamine Ouahab Lý Hoàng Nam                               | 6 3 | 6 2     |          |            |
| 2. |        | Adam Moundir Nguyễn Văn Phương                           | 6 1 | 6 4     |          |            |
| 3. |        | Anas Fattar / Lamine Ouahab Lê Quốc Khánh / Lý Hoàng Nam | 6 4 | 6 1     |          |            |
| 4. |        | Aïssa Benchakroun Trịnh Linh Giang                       | 2 6 | 6 3     | [10] [4] |            |
| 5. |        | Lamine Ouahab Nguyễn Văn Phương                          |     |         |          | nehrálo se |
| |        |                                                          |     |         |          |            |
| |        |                                                          |     |         |          |            |
| |        |                                                          |     |         |          |            |
| |        |                                                          |     |         |          |            |
| |        |                                                          |     |         |          |            |

### Indonésie vs. Keňa
| | Indonésie | 4 :                                                                                      | 0    | Keňa  |      |            |
| --- | --------- | ---------------------------------------------------------------------------------------- | ---- | ----- | ---- | ---------- |
| Sportovní komplex Gelora Bung Karno, Jakarta, Indonésie 6.–7. března 2020 tvrdý |           |                                                                                          |      |       |      |            |
| \| \| \| \| 1. \| 2. \| 3. \| \| \| -- \| \| ---------------------------------------------------------------------------------------- \| ---- \| ----- \| ---- \| ---------- \| \| 1. \| \| Christopher Rungkat Sheil Kotecha \| 6 1 \| 6 2 \| \| \| \| 2. \| \| David Agung Susanto Ismael Changawa Ruwa Mzai \| 6 2 \| 6 4 \| \| \| \| 3. \| \| Christopher Rungkat / David Agung Susanto Ismael Changawa Ruwa Mzai / Ibrahim Kibet Yego \| 62 7 \| 78 66 \| 7 63 \| \| \| 4. \| \| Gunawan Trismuwantara Kevin Cheruiyot \| 6 4 \| 6 2 \| \| \| \| 5. \| \| Christopher Rungkat Ismael Changawa Ruwa Mzai \| \| \| \| nehrálo se \| \| \| \| \| \| \| \| \| \| \| \| \| \| \| \| \| \| \| \| \| \| \| \| \| \| \| \| \| \| \| \| \| \| \| \| \| \| \| \| \| |           |                                                                                          |      |       |      |            |
| |           |                                                                                          | 1.   | 2.    | 3.   |            |
| 1. |           | Christopher Rungkat Sheil Kotecha                                                        | 6 1  | 6 2   |      |            |
| 2. |           | David Agung Susanto Ismael Changawa Ruwa Mzai                                            | 6 2  | 6 4   |      |            |
| 3. |           | Christopher Rungkat / David Agung Susanto Ismael Changawa Ruwa Mzai / Ibrahim Kibet Yego | 62 7 | 78 66 | 7 63 |            |
| 4. |           | Gunawan Trismuwantara Kevin Cheruiyot                                                    | 6 4  | 6 2   |      |            |
| 5. |           | Christopher Rungkat Ismael Changawa Ruwa Mzai                                            |      |       |      | nehrálo se |
| |           |                                                                                          |      |       |      |            |
| |           |                                                                                          |      |       |      |            |
| |           |                                                                                          |      |       |      |            |
| |           |                                                                                          |      |       |      |            |
| |           |                                                                                          |      |       |      |            |

### Guatemala vs. Tunisko
| | Guatemala | 1 :                                                                   | 3    | Tunisko |     |            |
| --- | --------- | --------------------------------------------------------------------- | ---- | ------- | --- | ---------- |
| Federación Nacional De Tenis, Ciudad de Guatemala, Guatemala 6.–7. března 2020 tvrdý |           |                                                                       |      |         |     |            |
| \| \| \| \| 1. \| 2. \| 3. \| \| \| -- \| \| --------------------------------------------------------------------- \| ---- \| --- \| --- \| ---------- \| \| 1. \| \| Wilfredo González Aziz Dougaz \| 6 3 \| 3 6 \| 7 5 \| \| \| 2. \| \| Franz Luna Lavidalie Malek Džazírí \| 2 6 \| 3 6 \| \| \| \| 3. \| \| Sebastián Domínguez / Wilfredo González Moez Echargui / Malek Džazírí \| 64 7 \| 5 7 \| \| \| \| 4. \| \| Wilfredo González Malek Džazírí \| 2 6 \| 4 6 \| \| \| \| 5. \| \| Franz Luna Lavidalie Aziz Dougaz \| \| \| \| nehrálo se \| \| \| \| \| \| \| \| \| \| \| \| \| \| \| \| \| \| \| \| \| \| \| \| \| \| \| \| \| \| \| \| \| \| \| \| \| \| \| \| \| |           |                                                                       |      |         |     |            |
| |           |                                                                       | 1.   | 2.      | 3.  |            |
| 1. |           | Wilfredo González Aziz Dougaz                                         | 6 3  | 3 6     | 7 5 |            |
| 2. |           | Franz Luna Lavidalie Malek Džazírí                                    | 2 6  | 3 6     |     |            |
| 3. |           | Sebastián Domínguez / Wilfredo González Moez Echargui / Malek Džazírí | 64 7 | 5 7     |     |            |
| 4. |           | Wilfredo González Malek Džazírí                                       | 2 6  | 4 6     |     |            |
| 5. |           | Franz Luna Lavidalie Aziz Dougaz                                      |      |         |     | nehrálo se |
| |           |                                                                       |      |         |     |            |
| |           |                                                                       |      |         |     |            |
| |           |                                                                       |      |         |     |            |
| |           |                                                                       |      |         |     |            |
| |           |                                                                       |      |         |     |            |

### Kostarika vs. Bulharsko
| | Kostarika | 1 :                                                            | 4      | Bulharsko |         |  |
| --- | --------- | -------------------------------------------------------------- | ------ | --------- | ------- |  |
| Costa Rica Country Club, San José, Kostarika 6.–7. března 2020 tvrdý |           |                                                                |        |           |         |  |
| \| \| \| \| 1. \| 2. \| 3. \| \| \| -- \| \| -------------------------------------------------------------- \| ------ \| --- \| ------- \| \| \| 1. \| \| Julián Saborío Dimitar Kuzmanov \| 4 6 \| 2 6 \| \| \| \| 2. \| \| Jesse Flores Alexandar Lazarov \| 5 7 \| 6 4 \| 3 6 \| \| \| 3. \| \| Jesse Flores / Pablo Núñez Adrian Andrejev / Alexandar Lazarov \| 711 69 \| 4 6 \| 712 610 \| \| \| 4. \| \| Jesse Flores Dimitar Kuzmanov \| 4 6 \| 3 6 \| \| \| \| 5. \| \| Rodrigo Crespo Piedra Alexandr Donskij \| 2 6 \| 4 6 \| \| \| \| \| \| \| \| \| \| \| \| \| \| \| \| \| \| \| \| \| \| \| \| \| \| \| \| \| \| \| \| \| \| \| \| \| \| \| \| \| \| \| |           |                                                                |        |           |         |  |
| |           |                                                                | 1.     | 2.        | 3.      |  |
| 1. |           | Julián Saborío Dimitar Kuzmanov                                | 4 6    | 2 6       |         |  |
| 2. |           | Jesse Flores Alexandar Lazarov                                 | 5 7    | 6 4       | 3 6     |  |
| 3. |           | Jesse Flores / Pablo Núñez Adrian Andrejev / Alexandar Lazarov | 711 69 | 4 6       | 712 610 |  |
| 4. |           | Jesse Flores Dimitar Kuzmanov                                  | 4 6    | 3 6       |         |  |
| 5. |           | Rodrigo Crespo Piedra Alexandr Donskij                         | 2 6    | 4 6       |         |  |
| |           |                                                                |        |           |         |  |
| |           |                                                                |        |           |         |  |
| |           |                                                                |        |           |         |  |
| |           |                                                                |        |           |         |  |
| |           |                                                                |        |           |         |  |

### Polsko vs. Hongkong
| | Polsko | 4 :                                                      | 0    | Hongkong |          |            |
| --- | ------ | -------------------------------------------------------- | ---- | -------- | -------- | ---------- |
| Arena Kalisz, Kališ, Polsko 6.–7. března 2020 tvrdý (h) |        |                                                          |      |          |          |            |
| \| \| \| \| 1. \| 2. \| 3. \| \| \| -- \| \| -------------------------------------------------------- \| ---- \| ---- \| -------- \| ---------- \| \| 1. \| \| Kacper Żuk Lam Ching \| 6 2 \| 6 1 \| \| \| \| 2. \| \| Jerzy Janowicz Yeung Pak-long \| 65 7 \| 7 5 \| 6 4 \| \| \| 3. \| \| Szymon Walków / Jan Zieliński Lam Ching / Yeung Pak-long \| 6 3 \| 6 78 \| 6 3 \| \| \| 4. \| \| Maks Kaśnikowski Kai Wai-yu \| 1 6 \| 6 2 \| [10] [3] \| \| \| 5. \| \| Jerzy Janowicz Lam Ching \| \| \| \| nehrálo se \| \| \| \| \| \| \| \| \| \| \| \| \| \| \| \| \| \| \| \| \| \| \| \| \| \| \| \| \| \| \| \| \| \| \| \| \| \| \| \| \| |        |                                                          |      |          |          |            |
| |        |                                                          | 1.   | 2.       | 3.       |            |
| 1. |        | Kacper Żuk Lam Ching                                     | 6 2  | 6 1      |          |            |
| 2. |        | Jerzy Janowicz Yeung Pak-long                            | 65 7 | 7 5      | 6 4      |            |
| 3. |        | Szymon Walków / Jan Zieliński Lam Ching / Yeung Pak-long | 6 3  | 6 78     | 6 3      |            |
| 4. |        | Maks Kaśnikowski Kai Wai-yu                              | 1 6  | 6 2      | [10] [3] |            |
| 5. |        | Jerzy Janowicz Lam Ching                                 |      |          |          | nehrálo se |
| |        |                                                          |      |          |          |            |
| |        |                                                          |      |          |          |            |
| |        |                                                          |      |          |          |            |
| |        |                                                          |      |          |          |            |
| |        |                                                          |      |          |          |            |

### Zimbabwe vs. Sýrie
| | Zimbabwe | 3 :                                                            | 1   | Sýrie |     |            |
| --- | -------- | -------------------------------------------------------------- | --- | ----- | --- | ---------- |
| Harare Sports Club, Harare, Zimbabwe 6.–7. března 2020 tvrdý |          |                                                                |     |       |     |            |
| \| \| \| \| 1. \| 2. \| 3. \| \| \| -- \| \| -------------------------------------------------------------- \| --- \| --- \| --- \| ---------- \| \| 1. \| \| Mehluli Don Ayanda Sibanda Hazem Naw \| 3 6 \| 3 6 \| \| \| \| 2. \| \| Benjamin Lock Amer Naow \| 6 3 \| 6 3 \| \| \| \| 3. \| \| Benjamin Lock / Courtney John Lock Yacoub Makzoume / Hazem Naw \| 6 1 \| 4 6 \| 6 3 \| \| \| 4. \| \| Benjamin Lock Hazem Naw \| 6 4 \| 6 4 \| \| \| \| 5. \| \| Mehluli Don Ayanda Sibanda Yacoub Makzoume \| \| \| \| nehrálo se \| \| \| \| \| \| \| \| \| \| \| \| \| \| \| \| \| \| \| \| \| \| \| \| \| \| \| \| \| \| \| \| \| \| \| \| \| \| \| \| \| |          |                                                                |     |       |     |            |
| |          |                                                                | 1.  | 2.    | 3.  |            |
| 1. |          | Mehluli Don Ayanda Sibanda Hazem Naw                           | 3 6 | 3 6   |     |            |
| 2. |          | Benjamin Lock Amer Naow                                        | 6 3 | 6 3   |     |            |
| 3. |          | Benjamin Lock / Courtney John Lock Yacoub Makzoume / Hazem Naw | 6 1 | 4 6   | 6 3 |            |
| 4. |          | Benjamin Lock Hazem Naw                                        | 6 4 | 6 4   |     |            |
| 5. |          | Mehluli Don Ayanda Sibanda Yacoub Makzoume                     |     |       |     | nehrálo se |
| |          |                                                                |     |       |     |            |
| |          |                                                                |     |       |     |            |
| |          |                                                                |     |       |     |            |
| |          |                                                                |     |       |     |            |
| |          |                                                                |     |       |     |            |

### Filipíny vs. Řecko
| | Filipíny | 1 :                                                                      | 4    | Řecko |    |  |
| --- | -------- | ------------------------------------------------------------------------ | ---- | ----- | -- |  |
| Philippine Columbian Association, Manila, Filipíny 6.–7. března 2020 antuka (h) |          |                                                                          |      |       |    |  |
| \| \| \| \| 1. \| 2. \| 3. \| \| \| -- \| \| ------------------------------------------------------------------------ \| ---- \| --- \| -- \| \| \| 1. \| \| Alberto Lim Stefanos Tsitsipas \| 2 6 \| 1 6 \| \| \| \| 2. \| \| Jeson Patrombon Petros Tsitsipas \| 2 6 \| 1 6 \| \| \| \| 3. \| \| Francis Alcantara / Ruben Gonzales Markos Kalovelonis / Petros Tsitsipas \| 7 65 \| 6 4 \| \| \| \| 4. \| \| Jeson Patrombon Stefanos Tsitsipas \| 2 6 \| 1 6 \| \| \| \| 5. \| \| Eric Olivarez Petros Tsitsipas \| 4 6 \| 5 7 \| \| \| \| \| \| \| \| \| \| \| \| \| \| \| \| \| \| \| \| \| \| \| \| \| \| \| \| \| \| \| \| \| \| \| \| \| \| \| \| \| \| \| |          |                                                                          |      |       |    |  |
| |          |                                                                          | 1.   | 2.    | 3. |  |
| 1. |          | Alberto Lim Stefanos Tsitsipas                                           | 2 6  | 1 6   |    |  |
| 2. |          | Jeson Patrombon Petros Tsitsipas                                         | 2 6  | 1 6   |    |  |
| 3. |          | Francis Alcantara / Ruben Gonzales Markos Kalovelonis / Petros Tsitsipas | 7 65 | 6 4   |    |  |
| 4. |          | Jeson Patrombon Stefanos Tsitsipas                                       | 2 6  | 1 6   |    |  |
| 5. |          | Eric Olivarez Petros Tsitsipas                                           | 4 6  | 5 7   |    |  |
| |          |                                                                          |      |       |    |  |
| |          |                                                                          |      |       |    |  |
| |          |                                                                          |      |       |    |  |
| |          |                                                                          |      |       |    |  |
| |          |                                                                          |      |       |    |  |

### Dánsko vs. Portoriko
| | Dánsko | 5 :                                                                | 0    | Portoriko |     |  |
| --- | ------ | ------------------------------------------------------------------ | ---- | --------- | --- |  |
| Holbæk Sportsby, Holbæk, Dánsko 6.–7. března 2020 tvrdý (h) |        |                                                                    |      |           |     |  |
| \| \| \| \| 1. \| 2. \| 3. \| \| \| -- \| \| ------------------------------------------------------------------ \| ---- \| ---- \| --- \| \| \| 1. \| \| Mikael Torpegaard Quinton Vega \| 7 65 \| 6 0 \| \| \| \| 2. \| \| Holger Vitus Nødskov Rune Ignacio García \| 4 6 \| 6 3 \| 6 0 \| \| \| 3. \| \| Søren Hess-Olesen / Frederik Nielsen Ignacio García / Quinton Vega \| 6 1 \| 6 2 \| \| \| \| 4. \| \| Frederik Nielsen Ignacio García \| 7 65 \| 6 2 \| \| \| \| 5. \| \| Holger Vitus Nødskov Rune Quinton Vega \| 6 1 \| 7 64 \| \| \| \| \| \| \| \| \| \| \| \| \| \| \| \| \| \| \| \| \| \| \| \| \| \| \| \| \| \| \| \| \| \| \| \| \| \| \| \| \| \| \| |        |                                                                    |      |           |     |  |
| |        |                                                                    | 1.   | 2.        | 3.  |  |
| 1. |        | Mikael Torpegaard Quinton Vega                                     | 7 65 | 6 0       |     |  |
| 2. |        | Holger Vitus Nødskov Rune Ignacio García                           | 4 6  | 6 3       | 6 0 |  |
| 3. |        | Søren Hess-Olesen / Frederik Nielsen Ignacio García / Quinton Vega | 6 1  | 6 2       |     |  |
| 4. |        | Frederik Nielsen Ignacio García                                    | 7 65 | 6 2       |     |  |
| 5. |        | Holger Vitus Nødskov Rune Quinton Vega                             | 6 1  | 7 64      |     |  |
| |        |                                                                    |      |           |     |  |
| |        |                                                                    |      |           |     |  |
| |        |                                                                    |      |           |     |  |
| |        |                                                                    |      |           |     |  |
| |        |                                                                    |      |           |     |  |

### Salvador vs. Jamajka
| | Salvador | 3 :                                                                 | 1   | Jamajka |     |            |
| --- | -------- | ------------------------------------------------------------------- | --- | ------- | --- | ---------- |
| Polideportivo de Ciudad Merliot, San Salvador, Salvador 6.–7. března 2020 tvrdý |          |                                                                     |     |         |     |            |
| \| \| \| \| 1. \| 2. \| 3. \| \| \| -- \| \| ------------------------------------------------------------------- \| --- \| ---- \| --- \| ---------- \| \| 1. \| \| Alberto Emmanuel Alvarado Larín Blaise Bicknell \| 3 6 \| 2 6 \| \| \| \| 2. \| \| Marcelo Arévalo Rowland Phillips \| 6 3 \| 64 7 \| 6 2 \| \| \| 3. \| \| Marcelo Arévalo / Lluis Miralles Blaise Bicknell / Rowland Phillips \| 6 3 \| 6 2 \| \| \| \| 4. \| \| Marcelo Arévalo Blaise Bicknell \| 6 4 \| 7 65 \| \| \| \| 5. \| \| Alberto Emmanuel Alvarado Larín Rowland Phillips \| \| \| \| nehrálo se \| \| \| \| \| \| \| \| \| \| \| \| \| \| \| \| \| \| \| \| \| \| \| \| \| \| \| \| \| \| \| \| \| \| \| \| \| \| \| \| \| |          |                                                                     |     |         |     |            |
| |          |                                                                     | 1.  | 2.      | 3.  |            |
| 1. |          | Alberto Emmanuel Alvarado Larín Blaise Bicknell                     | 3 6 | 2 6     |     |            |
| 2. |          | Marcelo Arévalo Rowland Phillips                                    | 6 3 | 64 7    | 6 2 |            |
| 3. |          | Marcelo Arévalo / Lluis Miralles Blaise Bicknell / Rowland Phillips | 6 3 | 6 2     |     |            |
| 4. |          | Marcelo Arévalo Blaise Bicknell                                     | 6 4 | 7 65    |     |            |
| 5. |          | Alberto Emmanuel Alvarado Larín Rowland Phillips                    |     |         |     | nehrálo se |
| |          |                                                                     |     |         |     |            |
| |          |                                                                     |     |         |     |            |
| |          |                                                                     |     |         |     |            |
| |          |                                                                     |     |         |     |            |
| |          |                                                                     |     |         |     |            |

### Gruzie vs. Estonsko
| | Gruzie | 1 :                                                                    | 4   | Estonsko |          |  |
| --- | ------ | ---------------------------------------------------------------------- | --- | -------- | -------- |  |
| Tenisový klub Alexe Metreveliho, Tbilisi, Gruzie 6.–7. března 2020 tvrdý |        |                                                                        |     |          |          |  |
| \| \| \| \| 1. \| 2. \| 3. \| \| \| -- \| \| ---------------------------------------------------------------------- \| --- \| --- \| -------- \| \| \| 1. \| \| Nikoloz Basilašvili Vladimir Ivanov \| 6 4 \| 6 1 \| \| \| \| 2. \| \| Aleksandre Metreveli Kristjan Tamm \| 4 6 \| 6 4 \| 3 6 \| \| \| 3. \| \| Aleksandre Metreveli / George Civadze Vladimir Ivanov / Mattias Siimar \| 6 3 \| 3 6 \| 3 6 \| \| \| 4. \| \| Zura Tkemaladze Kristjan Tamm \| 3 6 \| 6 2 \| 5 7 \| \| \| 5. \| \| Nikoloz Davlianidze Daniil Glinka \| 0 6 \| 7 5 \| [3] [10] \| \| \| \| \| \| \| \| \| \| \| \| \| \| \| \| \| \| \| \| \| \| \| \| \| \| \| \| \| \| \| \| \| \| \| \| \| \| \| \| \| \| |        |                                                                        |     |          |          |  |
| |        |                                                                        | 1.  | 2.       | 3.       |  |
| 1. |        | Nikoloz Basilašvili Vladimir Ivanov                                    | 6 4 | 6 1      |          |  |
| 2. |        | Aleksandre Metreveli Kristjan Tamm                                     | 4 6 | 6 4      | 3 6      |  |
| 3. |        | Aleksandre Metreveli / George Civadze Vladimir Ivanov / Mattias Siimar | 6 3 | 3 6      | 3 6      |  |
| 4. |        | Zura Tkemaladze Kristjan Tamm                                          | 3 6 | 6 2      | 5 7      |  |
| 5. |        | Nikoloz Davlianidze Daniil Glinka                                      | 0 6 | 7 5      | [3] [10] |  |
| |        |                                                                        |     |          |          |  |
| |        |                                                                        |     |          |          |  |
| |        |                                                                        |     |          |          |  |
| |        |                                                                        |     |          |          |  |
| |        |                                                                        |     |          |          |  |